# Jakugon

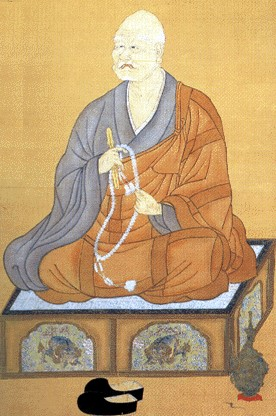
Jakugon

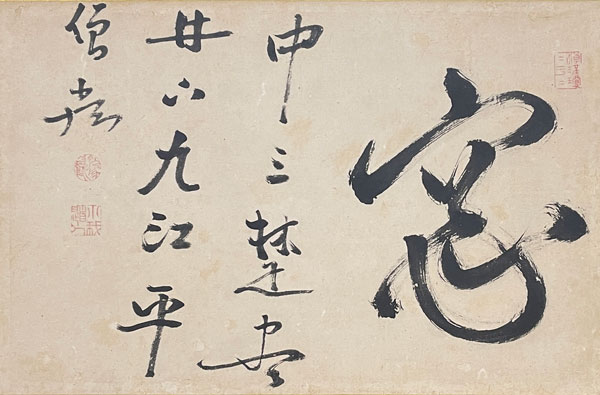
Jakugon Kalligraphie

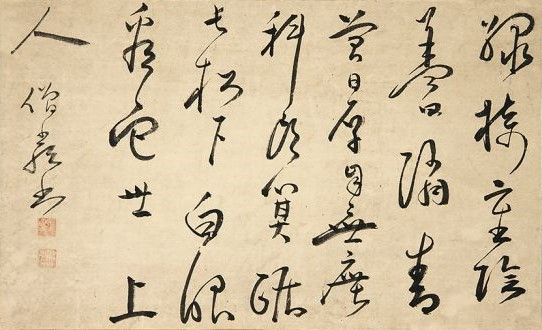
Jakugon Kalligraphie

Jakugon (japanisch 寂厳; geboren 6. November 1702 in der Provinz Bitchū; gestorben 11. September 1771) war ein japanischer Gelehrter des Sanskrit, der in der Mitte der Edo-Zeit zu den Ursprüngen des Buddhismus zurückkehrte.

## Leben und Wirken
Jakugon wurde 1702 als Sohn eines einfachen Gefolgsmanns des Ashimori-Klans (芦森藩) in der Provinz Bitchū geboren. Er wurde Tominaga (富永) gerufen. 1710, im Alter von 9 Jahren, wurde er Schüler von Chōzen Shinjō (超染 真浄) im Tempel Fugen-in (普賢院) in der Shingon-Richtung des Buddhismus unterrichtet.  Er trat in das Priestertum ein und nannte sich Jakugon. Im Alter von 19 Jahren wurde er Priester des Tempels Enpuku−ji (円福寺) im Dorf Oki (沖村) –  heute Stadtteil von Kurashiki. Mit 26 Jahren hielt er dort im Empuku-ji seinen ersten vollständigen Vortrag.
Die Originallehren von Shakyamuni wurden von seinen Schülern in Sanskrit-Schriften zusammengestellt und in verschiedene Teile Japans weitergegeben. Aber was nach Japan gelangte, waren Texte in chinesischen Schriftzeichen, die in China übersetzt worden waren. Die Worte, die nicht ins Chinesische übersetzt werden konnten, wurden in Sanskrit wiedergegeben.
Im Alter von 34 Jahren spürte Jakugon die Grenzen des Lernens in der Provinz und reiste zum Studieren in die Kinai-Region. Nachdem er fünf Jahre lang die Lehre von Hirohashi Nakamitsu (広橋 仲光; 1342–1406) studiert hatte, besuchte er 1741  den altehrwürdigen Tempel Hōjō-ji (宝島寺) und wurde dessen Oberpriester. Der Hōjō-ji ist ein Tempel der Shingon-Richtung  und befindet sich im heutigen Tsurajima (連島町) in der Präfektur Okayama. Der Tempellegende zufolge wurde er im Jahr 859 von Priester Shōbo (聖宝; 832–909) gegründet. Es wird angenommen, dass es von der Antike bis zum Mittelalter ein riesiges Tempelgebiet war und das es  viele Untertempel gab. Jakugon arbeitete an der Restaurierung des heruntergekommenen Hōjō-ji und gilt so als Wiederbeleber des Tempels.
Während seiner Zeit als Oberpriester des Hōjō-ji schrieb er viele Bücher über Sanskrit, es heißt etwa 100 Werke gibt. Seine Schriften konzentrierten sich auf die Grammatik und Phonologie des Sanskrit, darunter „Bonkan Joji Goue“ (梵漢助字合会), „Bonkan Amida-kyōTaikan“ (梵漢阿弥陀経大観),  „Dai Shittanshō Keikoroku“ (大悉曇章稽古録), „Shittanjiki Taikan“ (悉曇字記大観), „Bonpon Midakyō Shiki“ (梵本弥陀経私記) und „Bonji Shinkei Shiki“ (梵字心経私記).
Jakugon besuchte in dieser Zeit seine Heimatstadt sowie Sakai, Kyōto, Takamatsu, Wakayama usw. und hielt überall engagiert Vorträge. Im Jahr 1761 übergab Jakugon den Hōjō-ji an seinen besten Schüler Bunshō (文敞) und zog sich in den Tempel Gyokusen-ji (玉泉寺) im damaligen Dorf  Kurashiki  zurück, um sich auf sein Studium zu konzentrieren.
Jakugon war einer der berühmtesten gelehrten Mönche der Edo-Zeit. Er gilt aber vor allem, zusammen mit Jiun (慈雲; 1718–1805), Meigetsu (明月; 1727–1797) und Ryōkan (良寛; 1758–1831) als einer der „Vier großen Mönchs-Kalligraphen“ (四大書僧, Shidaishosō) der frühen Neuzeit. Auch heute noch gibt es viele Bewunderer der Kalligraphie Jakugons.